# Kai Møller
Kai Møller, född 18 december 1912 i Ålborg, Danmark, död 1 oktober 1967 i Aalborg, var en dansk kompositör och orkesterledare.

## Filmmusik i urval
- 1949 – John og Irene
- 1951 – Kvinnan bakom allt
- 1951 – Fireogtyve timer